# The Feel of Neil Diamond
| Recensione              | Giudizio |
| ----------------------- | -------- |
| AllMusic                | [ 2 ]    |
| Piero Scaruffi          | [ 3 ]    |
| Dizionario del Pop-Rock | [ 4 ]    |

The Feel of Neil Diamond è il primo album discografico in studio del cantante statunitense Neil Diamond, pubblicato nell'ottobre del 1966 dalla Bang Records.

## Tracce

### LP
Lato A
Testi e musiche di Neil Diamond, eccetto dove indicato.
1. Solitary Man – 2:33 (Neil Diamond) – Registrato nel 1966 al Atlantic Records Studios
2. Red Rubber Ball – 2:19 (Paul Simon, Bruce Woodley) – Registrato nel 1966 al Century Sound Studios
3. La Bamba – 2:07 (Ritchie Valens) – Registrato nel 1966 al Century Sound Studios
4. Do It – 1:57 (Neil Diamond) – Registrato nel 1966 al Century Sound Studios
5. Hanky Panky – 2:47 (Jeff Barry, Ellie Greenwich) – Registrato nel 1966 al A&R Studios
6. Monday, Monday – 3:03 (John Phillips) – Registrato nel 1966 al A&R Studios

Lato B
Testi e musiche di Neil Diamond, eccetto dove indicato.
1. New Orleans – 2:24 (Joseph Royster, Frank Guida) – Registrato nel 1966 al A&R Studios
2. Someday Baby – 2:17 (Neil Diamond) – Registrato nel 1966 al A&R Studios
3. Oh No No – 2:19 (Neil Diamond) – Registrato nel 1966 al A&R Studios
4. I'll Come Running – 2:50 (Neil Diamond) – Registrato nel 1966 al A&R Studios
5. Love To Love – 2:20 (Neil Diamond) – Registrato nel 1966 al A&R Studios
6. Cherry, Cherry – 2:42 (Neil Diamond) – Registrato nel 1966 al Dick Charles Studio/A&R Studios [5]

## Musicisti
- Neil Diamond - voce solista, chitarra acustica
- Artie Butler - pianoforte, organo, arrangiamenti, conduttore musicale
- Jeff Barry e Ellie Greenwich - cori di sottofondo, hand claps (battito delle mani), tambourine
- Huey McCracklin - chitarra, armonica
- Buddy Saltzman - batteria
- Gary Chester - batteria
- Herb Lavelle - batteria
- Dick Romoff - basso
- Russ Savakus - basso
- Eric Gayle - chitarra elettrica
- Charlie Macy - chitarra
- Sal Ditroia - chitarra
- Al Gorgoni - chitarra
- Billy Suyker - chitarra
- George Devens - percussioni
- Nicky Gravine - trombone
- Benny Powell - trombone
- Eddie Bert - trombone
- Artie Kaplan - sassofono[6]

Note aggiuntive
- Jeff Barry e Ellie Greenwich - produttori
- Leonard Linton - fotografia copertina album
- Loring Eutemey - design copertina album
- Bert Berns - note retrocopertina album originale[7]

## Classifica
Album
| Anno | Classifica    | Posizione raggiunta |
| ---- | ------------- | ------------------- |
| 1966 | Billboard 200 | 137                 |

Singoli
| Anno | Titolo del brano | Classifica        | Posizione raggiunta |
| ---- | ---------------- | ----------------- | ------------------- |
| 1966 | Cherry, Cherry   | Billboard Hot 100 | 6                   |
| 1966 | Oh No No         | Billboard Hot 100 | 16                  |
| 1966 | Solitary Man     | Billboard Hot 100 | 55                  |